# Hydrogenophaga soli
Hydrogenophaga soli es una bacteria gramnegativa del género Hydrogenophaga. Fue descrita en el año 2017.Su etimología hace referencia a suelo. Es aerobia y móvil por flagelo polar. Tiene un tamaño de 0,7-0,9 μm de ancho por 0,9-1,8 μm de largo. Forma colonias redondas, convexas y blanquecinas en agar R2A tras 2 días de incubación. Temperatura de crecimiento entre 8-37 °C, óptima de 37 °C. Catalasa y oxidasa positivas. Se ha aislado del suelo de un campo de arroz en Corea del Sur. 